# August Fick

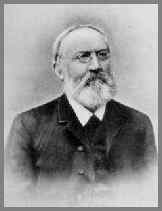
August Fick

Friedrich Conrad August Fick (* 5. Mai 1833 in Petershagen bei Minden; † 24. März 1916 in Hildesheim) war ein deutscher Germanist und Sprachforscher.

## Leben
August Fick studierte 1852–56 in Göttingen hauptsächlich unter Theodor Benfey Philologie. Er wurde Mitglied des Corps Teutonia Göttingen. Fick wirkte seit 1858 als Lehrer am dortigen Gymnasium. 1869 wurde er zum Assessor der Göttinger Gesellschaft der Wissenschaften ernannt. und wurde 1876 zum außerordentlichen Professor der Sprachvergleichung an der Göttinger Universität ernannt.
Seine Hauptleistung ist das Wörterbuch der indogermanischen Grundsprache (Göttingen 1868), das in 2. Auflage als Vergleichendes Wörterbuch der indogermanischen Sprachen (Göttingen 1870, 3. Aufl. 1874–76, 4 Bde.) erschien. Das Werk ist auch für die Kulturgeschichte von großem Interesse. Es gilt als die erste bis dahin vollständige Zusammenstellung des sämtlichen indogermanischen Sprachen gemeinsamen Wortschatzes. Dieser müsse daher schon der indogermanischen Vorzeit angehörig sein. Entsprechend ergäben sich aus diesem Wortschatz vielfache Rückschlüsse auf die Kultur dieser gemeinsamen indogermanischen Epoche. 1888 wurde er zum ordentlichen Professor an der Universität Breslau berufen. Dort wurde er bereits nach drei Jahren (1891) aus Gesundheitsgründen emeritiert und zog nach Hildesheim, wo er am 24. März 1916 starb.
Aus Anlass seines 80. Geburtstags wurde er 1913 zum auswärtigen Mitglied der Göttinger Gesellschaft der Wissenschaften gewählt.

## Werke
- Die griechischen Personennamen. Vandenhoeck und Ruprecht, Göttingen 1874. (Digitalisat)
- Die ehemalige Spracheinheit der Indogermanen Europas. Vandenhoeck und Ruprecht, Göttingen 1875. (Digitalisat)
- Die Homerische Odyssee . Peppmüller, Göttingen 1883. (Digitalisat)
- Ilias, nach ihrer Entstehung betrachtet und in der ursprünglichen Sprachform wiederhergestellt. Vandenhoeck und Ruprecht, Göttingen 1885. [(https://books.google.de/books?id=qIkOAAAAQAAJ&printsec=frontcover&hl=de&source=gbs_ge_summary_r&cad=0#v=onepage&q&f=false Digitalisat])
- August Fick: Vergleichendes Wörterbuch der Indogermanischen Sprachen. 4. Auflage. Band 1, 1890, S. 628 (archive.org).
- Whitley Stokes, Adalbert Bezzenberger: Vergleichendes Wörterbuch der Indogermanischen Sprachen: Wortschatz der Keltischen Spracheinheit. Hrsg.: August Fick. 4. Auflage. Band 2, 1894, S. 356 (archive.org).